# Pavo peruano
El pavo peruano, pavo criollo o pavo relleno peruano es un plato que se consume en Perú y del que se tiene registro de su existencia desde la época de la colonia. La preparación del plato tiene diferencias con el pavo de Nochebuena, que está influenciada por la gastronomía estadounidense.

## Historia
El pavo es un ave originaria de Mesoamérica, y tuvo su primera llegada a manos españolas, cuando éstos tuvieron contacto con los mexicas. El ave llegó al Perú en tiempos del virreinato español, estando registrado por primera vez en 1611 durante un banquete del Virrey del Perú. El peso de los pavos peruanos llegaban a 10 kilos y su consumo se limitaban a la élite de la colonia, el plato terminó por popularizarse debido a la fácil crianza del ave y a su enorme volumen de carne.
Ricardo Palma en su obra Tradiciones peruanas (1872) menciona al plato durante una cena familiar, así también que el plato se servía en encuentros de diferentes congregaciones católicas. El dramaturgo Manuel Atanasio Fuentes llega a decir que el pavo peruano era el preferido entre la aristocracia criolla de la República Peruana, Felipe Pardo y Aliaga en su obra Frutos de la educación (1830) también hace la aclaración del elitismo del pavo relleno entre la clase alta peruana.
La historiadora Josie Sison Porras de De la Guerra en El Perú y sus manjares: un crisol de culturas (1994) en su descripción del plato hace ver que el plato para los años 90 ya se había expandido por todas las clases sociales del país, y se asociaba a las festividades navideñas, ya que las personas criaban sus propias aves con nuez del Brasil «que se decía les daban el mejor sabor» y al momento del sacrificio se la emborrachaba con pisco peruano. Porras de De la Guerra da la receta original y sus ingredientes en la obra:

Se hierve 400 gramos de carne de chancho... en 3 tazas de agua con 1 hoja de laurel y 1 cebolla partida... y sal, luego la carne se muele muy bien y se le añade dos tazas de pan remojado en leche, jamón picado, nueces del Brasil tostadas y picadas, nueces o pecanas molidas, dos manzanas peladas picadas, pasas, huevos crudos, orégano, nuez moscada, pimienta y sal (...) Se rellena el buche y la cavidad del pavo... se cose con pabilo y se hornea
El Perú y sus manjares, pp. 99-100, 286-287.

### Relación con el pavo de Nochebuena

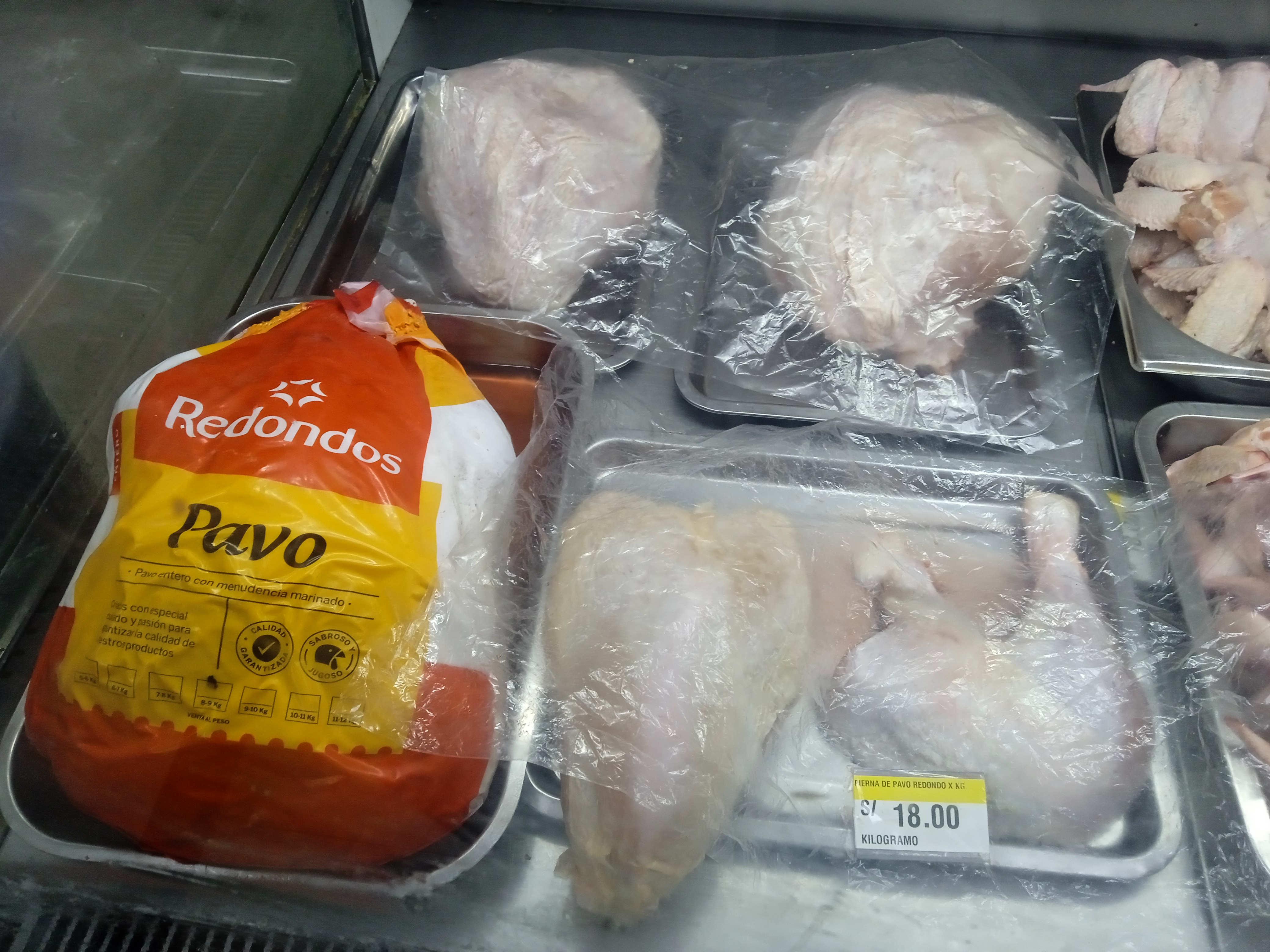
Pavo congelado en venta en un centro comercial de Iquitos.

El investigador tradicionalista Claudio Meneses expresa que la relación del consumo de pavo con la Navidad en Perú, es una americanización por la influencia cultural de los Estados Unidos, y esto ya se veía desde inicios del siglo XX:

Nuestro pavo se americaniza, no solo en su preparación, sino también en los acompañamientos. Comenzamos a consumirlo con puré de manzana, a pesar de que esta fruta no es nativa del Perú ni de esta parte del continente. Además, se incluye el puré de camote, cuando anteriormente no le habíamos dado ese uso al tubérculo. Aparecen las ensaladas y los arroces de colores. Todo eso viene de Norteamérica.

Meneses también asegura que está sincretización culinaria entre el pavo criollo con el pavo estadounidense en fiestas de fin de año tiene «para mil años más». César Coloma Porcari, autor de Historia de la culinaria peruana dice en su obra que el pavo peruano es un símbolo del criollismo en el Perú.